# Kirron Kher
Kirron Kher (Bombay, 14 giugno 1955) è un'attrice indiana.

## Biografia
In passato nota anche con il nome di Kiron Kher, ha recitato in molti fortunati film di Bollywood: da ricordare le sue interpretazioni in Devdas, Rang De Basanti, Non dire mai addio (Kabhi Alvida Naa Kehna) e Om Shanti Om. Si è sposata con l'attore e uomo d'affari Gautam Berry, da cui ha divorziato nel 1985. Poi si è risposata con l'attore Anupam Kher.

## Filmografia

### Cinema
- Yahan Se Shehar Ko Dekho, regia di R.K. Munir (1983)
- Aasra Pyaar Da, regia di J. Om Prakash (1983)
- Pestonjee, regia di Vijaya Mehta (1988)

- Karan Arjun, regia di Rakesh Roshan (1995)
- Sardari Begum, regia di Shyam Benegal (1996)
- Darmiyaan: In Between, regia di Kalpana Lajmi (1997)
- Bariwali, regia di Rituparno Ghosh (2000)
- Ehsaas: The Feeling, regia di Mahesh Manjrekar (2001)
- Devdas, regia di Sanjay Leela Bhansali (2002)
- Karz: The Burden of Truth, regia di Harry Baweja (2002)
- Acque silenziose (Khamosh Pani: Silent Waters), regia di Sabiha Sumar (2004)
- Main Hoon Na, regia di Farah Khan (2004)
- Io & tu - Confusione d'amore (Hum Tum), regia di Kunal Kohli (2004)
- Veer-Zaara, regia di Yash Chopra (2004)
- The Rising (Mangal Pandey: The Rising), regia di Ketan Mehta (2005)
- It Could Be You, regia di Taranjiet Singh Namdhari (2005)
- Rang De Basanti, regia di Rakeysh Omprakash Mehra (2006)
- La paura nel cuore (Fanaa), regia di Kunal Kohli (2006)
- Non dire mai addio (Kabhi Alvida Na Kehna), regia di Karan Johar (2006)
- I See You, regia di Vivek b Agrawal (2006)
- Just Married: Marriage Was Only the Beginning!, regia di Meghna Gulzar (2007)
- Apne, regia di Anil Sharma (2007)
- Mummyji, regia di Pammi Somal (2007)
- Om Shanti Om, regia di Farah Khan (2007)
- Singh Is Kinng, regia di Anees Bazmee (2008)
- Saas Bahu Aur Sensex, regia di Shona Urvashi (2008)
- Appartamento per... 3 (Dostana), regia di Tarun Mansukhani (2008)
- Kambakkht Ishq, regia di Sabir Khan (2009)
- Kurbaan, regia di Renzil D'Silva (2009)
- Alexander the Great, regia di Murali Nagavally (2010)
- Milenge Milenge, regia di Satish Kaushik (2010)
- Action Replayy, regia di Vipul Amrutlal Shah (2010)
- Mummy Punjabi: Superman Ki Bhi Maa!!, regia di Pammi Somal (2011)
- Ajab Gazabb Love, regia di Sanjay Gadhvi (2012)
- Total Siyapaa, regia di Eeshwar Nivas (2014)
- Punjab 1984, regia di Anurag Kashyap (2014)
- Khoobsurat, regia di Shashanka Ghosh (2014)